# Kościół św. Agaty na Zatybrzu
Kościół św. Agaty na Zatybrzu (wł. Sant’Agata in Trastevere) – rzymskokatolicki kościół rektorski w Rzymie.

## Historia
Według epigrafu umieszczonego w przedsionku przy zakrystii, pierwszy kościół dedykowany św. Agacie wzniesiony na Zatybrzu, w miejscu swojego rodzinnego domu, poświęcił w 727 roku papież Grzegorz II. Obok świątyni powstał klasztor i ustanowiona została parafia. W 1575 roku Grzegorz XIII przekazał kościół Arcybractwu Doktryny Chrześcijańskiej, założonemu w 1560 roku przez Marco de Sadis Cusaniego. Posługujących przy kościele duchownych nazywano agatystami, od imienia patronki kościoła. Bractwo powiększyło i wyposażyło kościół w latach 1710–1711. Prace prowadzone były na zlecenie papieża Klemensa XI. Fasada z 1711 roku, zaprojektowana przez Giacoma Onorata Recalcatiego, utrzymana jest w stylu późnobarokowym. Recalcati wzorował się na Borrominim. W 1747 roku agatyści wchłonięci zostali przez zgromadzenie Ojców Doktryny Chrześcijańskiej. Ostatnie przebudowy miały miejsce w latach 1820–1821. Abp Candido Maria Frattini konsekrował odnowiony kościół 3 maja 1821 roku.
Kościół św. Agaty pozostawał w rękach Ojców Doktryny Chrześcijańskiej do 1908 roku. W 1911 roku papież Pius X powierzył świątynię pobożnemu Arcybractwu Najświętszego Sakramentu i Najświętszej Maryi Panny z Góry Karmel, co upamiętnia tablica przy wejściu do zakrystii. Arcybractwo istnieje na Zatybrzu od 1543 roku.